# Amín (nom)
Amín és un nom masculí àrab (àrab: أمين, Amīn) que literalment significa ‘fidel', ‘lleial', ‘de confiança’, ‘honrat’, ‘segur’. Si bé Amin és la transcripció normativa en català del nom en àrab clàssic, també se'l pot trobar transcrit Amin. Precedit de l'article, al-Amín (الأمين, al-Amīn), ‘el Fidel', és un epítet del profeta Muhàmmad. En expressions com Amín-ad-Dawla (أمين الدولة, Amīn ad-Dawla) o Amín-al-Mulk (أمين الملك, Amīn al-Mulk) és un làqab o títol emprat per diversos governants musulmans.
Aquest nom també el duen musulmans no arabòfons que l'han adaptat a les característiques fòniques i gràfiques de la seva llengua.
La forma femenina d'aquest nom és Amina.
Vegeu aquí personatges i llocs que duen aquest nom.